# Juan José López-Ibor Aliño
Juan José López-Ibor Aliño (Madrid, 17 de diciembre de 1941 - Madrid, 12 de enero de 2015) fue un psiquiatra español, catedrático del Departamento de Psiquiatría de la Universidad Complutense de Madrid y con posterioridad profesor emérito. Fue director del Instituto de Psiquiatría y Salud Mental del Hospital Clínico San Carlos, presidente de la Asociación Mundial de Psiquiatría y Académico de número de la Real Academia Nacional de Medicina. Hijo del psiquiatra Juan José López Ibor, fue padre de cuatro hijos (Juan José, María Inés, Jaime y Cristina).

## Biografía

### Comienzos
Nacido en Madrid el 17 de diciembre de 1941, hijo del doctor Juan José López Ibor y Socorro Aliño Testor, se licenció en Medicina con premio extraordinario, especializándose en psiquiatría y en neurología en 1969. Doctor en Medicina con sobresaliente cum laude con su tesis doctoral acerca de "Los equivalentes depresivos". Empezó su carrera docente como profesor ayudante de psiquiatría en la Universidad Complutense y luego fue profesor agregado de psiquiatría en la de Oviedo. En 1974 accedió por oposición a la plaza de catedrático de psiquiatría en la Universidad de Salamanca en donde además fue director del departamento de psicología médica y psiquiatría. En 1983, obtuvo la cátedra de psiquiatría en la universidad de Alcalá de Henares y la jefatura del Servicio de Psiquiatría del Hospital Ramón y Cajal de dicha Universidad. Desde 1992, fue catedrático de psiquiatría de la Universidad Complutense de Madrid y jefe del Servicio de Psiquiatría del Hospital Clínico. En el año 2001 creó el Instituto de Psiquiatría y Salud Mental del Hospital Clínico, del que fue director hasta 2012.

### Siguiente etapa
Catedrático y profesor Emérito del Departamento de Psiquiatría de la Universidad Complutense de Madrid.
Ha sido Director del Instituto de Psiquiatría y Salud Mental del Hospital Clínico San Carlos de la Universidad Complutense de Madrid y Director del Centro Colaborador de la O.M.S. para Investigación y Entrenamiento en Salud Mental, cargos que desempeñó hasta diciembre de 2012.
Académico de Número de la Real Academia Nacional de Medicina, sillón n.º 10, Psiquiatría.
Académico correspondiente de la Real Academia de Medicina de Zaragoza.
Académico de Honor de la Academia Médico Quirúrgica Española
Académico de Honor de la real Academia Nacional de Medicina de Buenos Aires, Argentina
Miembro del grupo coordinador del GSPN (Global Scientific Partnership Network) para la revisión de la CIE-10
Miembro del grupo internacional para la revisión de la DSM-V

## Premios y reconocimientos
- Cruz al Mérito Policial con Distintivo Blanco
- Orden Civil de Sanidad con la categoría de Encomienda con Placa
- Premio Internacional de Ciencia e Investigación(2002, Fundación Cristóbal Gabarrón)
- Premio Simón Bolívar del Comité de Psiquiatras Hispanos de la Asociación Psiquiátrica Americana (2003)
- Gran Cruz de la Sanidad Madrileña (2010)

## Cargos y puestos desempeñados
- Profesor Adjunto de Psiquiatría en la Universidad Complutense.
- Profesor Agregado en la de Oviedo.
- Catedrático de Psiquiatría en la de Salamanca.
- Catedrático de Psiquiatría en la Universidad de Alcalá de Henares.
- Jefe de Servicio de Psiquiatría del Hospital Ramón y Cajal de Madrid
- Director del Centro Coordinador de Estudios de Campo en lengua española de dicha clasificación.
- Director del grupo de trabajo para la revisión de la CIE-10 Capítulo F.
- Miembro del grupo de trabajo de la Comisión de la Comunidad Europea para la Década Europea de la Investigación del Cerebro.
- Miembro de la Comisión Nacional de Psiquiatría.
- Vicepresidente del Consejo Superior de Sanidad de Madrid.
- Comisión Nacional Evaluadora de la Actividad Investigadora (tres tramos reconocidos).
- Vocal del Consejo de Administración de la Agencia de Formación, Investigación y Estudios Sanitarios de la Comunidad de Madrid.
- Counterpart from Spain for the WHO European Mental Health Programme (desde 1997 a 2004).
- Miembro del Expert Advisory Panel on Mental Health, de la 0rganización Mundial de la Salud.
- Miembro del Grupo Consultivo de la O.M.S. para el capí¬tulo sobre Trastornos Mentales de la 10a. edición de la Clasificación Internacional de las Enfermedades.
- Member of the Advisory Board of the Task Force on Coping with Stress and Depression-Related Problems in Europe.

## Sociedades científicas
- Presidente de la Asociación Mundial de Psiquiatría
- Presidente Sociedad Española de Psiquiatría
- Presidente Sociedad Española de Psiquiatría Biológica
- Presidente Colegio Español Neuropsicofarmacológico
- Presidente del Comité para la Prevención y Tratamiento de la Depresión (P.T.D.)
- Presidente de Sanitas
- Presidente de la Fundación Sanitas